# Агенција за банкарство Републике Српске
Агенција за банкарство Републике Српске је самостално и независно правно лице чији је основни циљ очување и јачање стабилности банкарског система Републике Српске, те унапређивање његовог сигурног, квалитетног и законитог пословања.
Агенција је правни сљедбеник Народне банке Републике Српске.

## Надлежности
Надлежности Агенције за банкарство Републике Српске су:
- издавање дозвола за оснивање и рад банака, дозвола за статусне промјене и промјене организационе структуре банака и врсте послова које обављају;
- контрола бонитета и законитости пословања банака — посредна и непосредна контрола рада банака, предузимање одговарајућих надзорних мјера;
- одузимање дозволе за рад банкама;
- увођење поступка привремене управе у банкама и именовање привременог управника, покретање поступка ликвидације банака и именовање ликвидационог управника, управљање и надзор над поступком привремене управе и ликвидације банака, подношење захтјева за покретање стечајног поступка над банкама;
- доношење аката којима се уређује рад банака;
- оцјена испуњавања услова и давање сагласности за издавање акција наредних емисија;
- вршење надзора и предузимање потребних радњи у вези са спријечавањем прања новца и финансирања терористичких активности које се односе на банке, микрокредитне организације, штедно-кредитне организације и друге финансијске организације, у сарадњи са надлежним институцијама, у складу са прописима којима се уређује ова област;
- вршење надзора и предузимање других активности у складу са прописима којима се уређује увођење и примјена одређених привремених мјера ради ефикасног спровођења међународних рестриктивних мјера;
- доношење одговарајућих аката у области спријечавања прања новца и финансирања терористичких активности и сарадња са надлежним органима и институцијама из ове области;
- доношење аката и предузимање радњи у циљу обезбјеђења заштите права потрошача, односно физичких лица корисника финансијских услуга у банкарском систему, вршење надзора над примјеном прописа из ове области и предузимање других активности и одговарајућих мјера у оквиру својих овлашћења;
- друге надлежности у складу са законом којим се уређују банке.

Агенција издаје и одузима дозволе, одобрења и сагласности микрокредитним организацијама, штедно-кредитним организацијама и другим финансијским организацијама када је за то овлашћења законом, врши контролу законитости њиховог пословања, доноси опште акте којима се уређује рад микрокредитних организација, штедно-кредитних организација и других финансијских организација и обавља друге послове утврђене законом.

## Организација
Орган управљања Агенцијом за банкарство Републике Српске је Управни одбор. Састоји се од пет чланова које на предлог Владе Републике Српске именује Народна скупштина Републике Српске. Чланови Управног одбора се именују на период од пет година, а на основу претходно спроведеног поступка јавне конкуренције. За свој рад Управни одбор одговара Народној скупштини Републике Српске.
Директор Агенције за банкарство Републике Српске представља Агенцију, руководи и одговоран је за њен рад. Директора и замјеника директора, по претходно спроведеном поступку јавне конкуренције, а на предлог Владе Републике Српске, именује Народна скупштина Републике Српске на период од пет година. Директор и замјеник директора учествују у раду Управног одбора, али немају право гласа.
У саставу Агенције је омбудсман за банкарски систем, као самостална организациона јединица, који промовише заштиту права и интересе потрошача, односно физичких лица корисника финансијских услуга.